# Jalšovec
Jalšovec is een plaats in de gemeente Štrigova in de Kroatische provincie Međimurje. De plaats telt 176 inwoners (2001).